# Thermostatventil

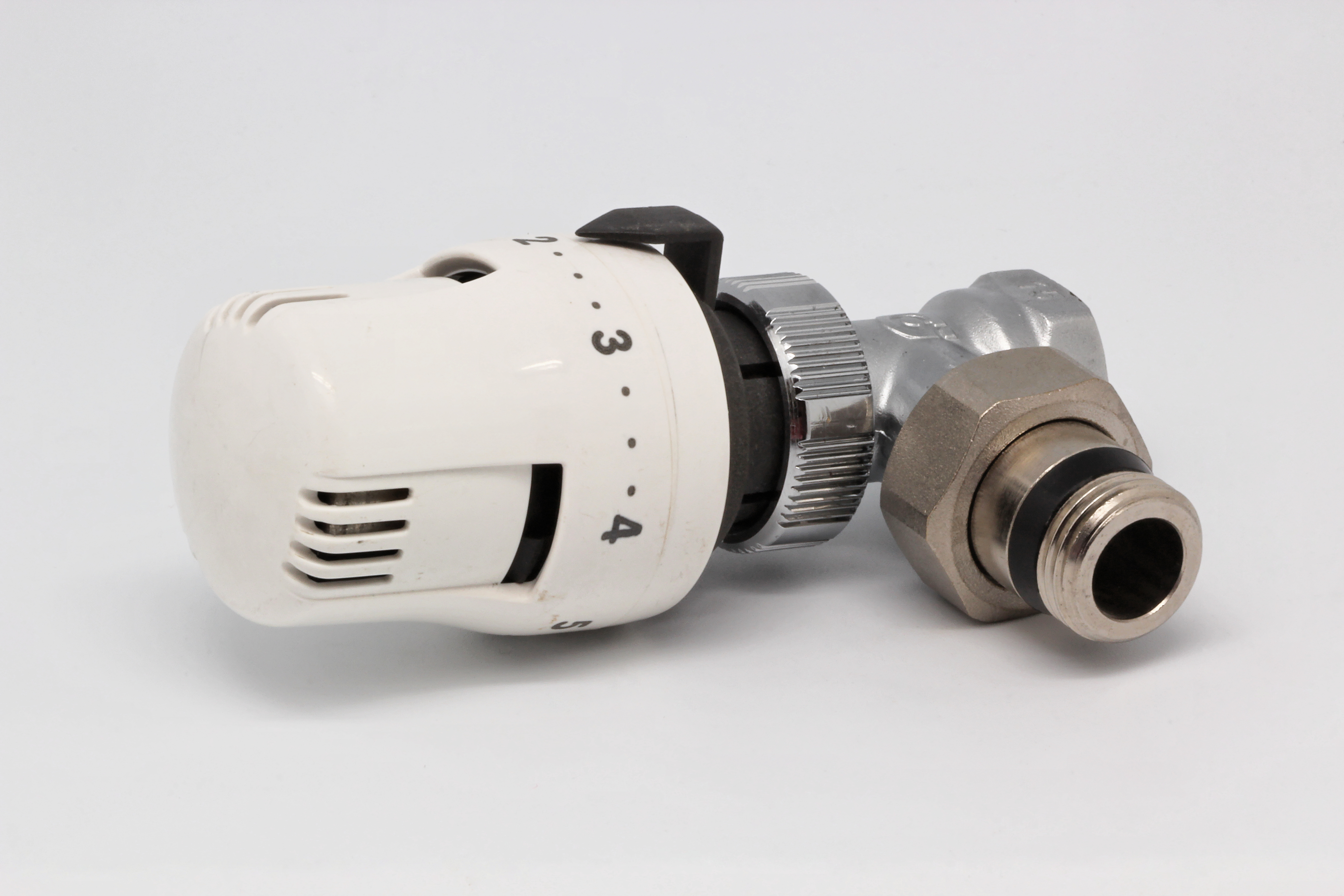
Ein modernes Heizkörperthermostat auf Stellung 2 (15–17 °C). Jeder Punkt entspricht einer Temperaturerhöhung um ein Grad.

Zerlegter Thermostatventilkopf mit gekapseltem Dehnstoffelement (2.v.r.)

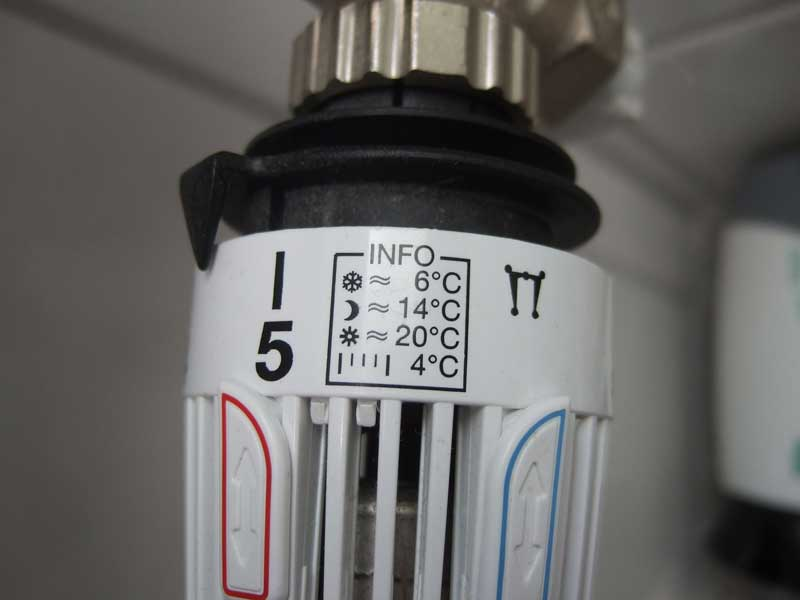
Infokasten mit genormten Solltemperatur-Symbolen auf einem Thermostatkopf; rechts das Symbol zur Kennzeichnung nach Norm EN 215; oben die geriffelte Überwurfmutter

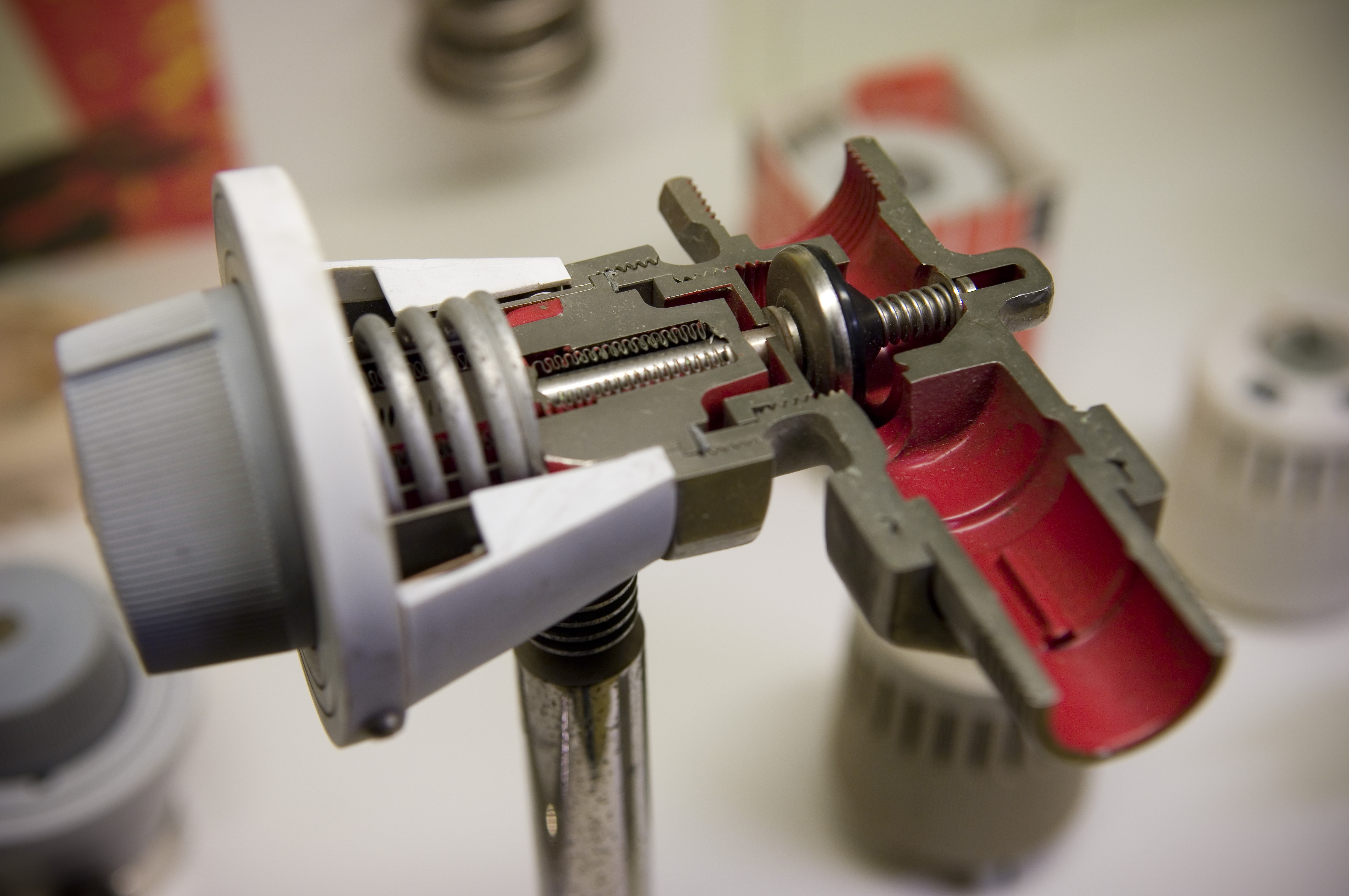
Ein frühes Thermostat von Danfoss, heutige Thermostate sind anders aufgebaut

Ein Thermostatventil ist ein Temperaturregler, der einen Durchfluss abhängig von der gemessenen Temperatur proportional verändert, um die eingestellte Temperatur konstant zu halten.
Es gibt in der Technik verschiedensten Arten und Ausführungen von Thermostatventilen. Ein im Alltag bekanntes ist der Heizkörperthermostat zur Regelung der Heizkörper-Temperaturen einer Gebäudeheizung.
Weitere häufige Anwendungen von Thermostatventilen sind selbstregelnde Mischbatterien an Dusche oder Badewanne, Backofenthermostate an Gasherden, Kühlkreisläufe und Kältemaschinen.
Als Messfühler und Aktor dienen häufig Bimetall- oder flüssigkeitsgefüllte Ausdehnungselemente.

## Heizkörperthermostatventil
Die meisten Heizkörper besitzen ein umgangssprachlich als Thermostat bezeichnetes automatisch regelndes Ventil. Bei Wandheizungen sitzt das Ventil häufig an der Außenwand. Die Regelventile von Fußbodenheizungen befinden sich hingegen meist in zentralen Verteilerkästen und werden über elektrische Raumregler gesteuert, die oft nahe dem Lichtschalter montiert sind.
Das Gehäuse („der Kopf“) traditioneller Heizkörperthermostatventile ist drehbar. Eine Drehung nach rechts verringert die Raumlufttemperatur. Das Ventil wird geschlossen.
Eine Linksdrehung öffnet das Ventil.
Die Einstellung auf „3“ entspricht in der Regel einer Raumtemperatur von etwa 20 °C. Die Verstellung um einen vollen Zahlenwert bewirkt eine Temperaturänderung von 4 °C. Bei einer Erhöhung der Raumtemperatur durch Sonneneinstrahlung oder sonstige Wärmequellen schließt das Thermostat. Bei geöffnetem Fenster strömt kalte Luft auf das Thermostat, worauf es sich öffnet.
Mit dem Frostschutz-Symbol »*« am Einstellring wird eine Raumtemperatur von ca. 6 °C eingestellt.
Bei modernen Heizungsanlagen verändern sich Funktion und Verwendung der Thermostatventile. Brennwertheizungen und Wärmepumpen arbeiten bei niedrigen Heizkreistemperaturen effizienter. Bei diesen Heizungen sollten die Thermostatköpfe in den wärmsten Räumen eines Gebäudes generell auf höchster Stufe eingestellt bleiben. Die Anpassung und Begrenzung der Raumtemperatur erfolgt stattdessen über die zentrale Regelung der Heizungsanlage. Die Heizkörper-Thermostatventile dienen nur noch zur Reduzierung der Temperatur in kälteren Räumen oder zur vorübergehenden Reduzierung.
In hochgedämmten Wohngebäuden mit Fußbodenheizung und kontrollierter Wohnraumlüftung wird teilweise auf eine Einzelraumregelung (ERR) vollständig verzichtet. Durch Kochen, Backen oder Sonneneinstrahlung zusätzlich eingebrachte Wärmeenergie wird durch verstärkte Lüftung abgeführt, da eine Fußbodenheizung im Estrich ohnehin nur träge auf eine Temperatursteuerung reagiert.
Heizkörperthermostatventile nach DIN EN 215-1 sind thermostatisch gesteuerte Ventile, die meist im Vorlauf eines Heizkörpers oder einer Heizfläche installiert werden. Sie bestehen aus einem Unterteil (Ventil) und einem Oberteil (Thermostatkopf) und vereint Messfühler, Regler, Stellglied und Sollwerteinstellung.
Der Thermostatkopf enthält ein mit Gas, Wachs oder Flüssigkeit gefülltes Dehnstoffelement. Bei Temperaturerhöhung dehnt sich die eingekapselte Flüssigkeit aus und komprimiert oder streckt einen gefalteten Metallbalg, der einen Übertragungsstift (Stößel) bewegt und so das Ventil im Unterteil des Thermostatkopfs schließt. Bei sich zusammenziehendem Dehnkörper öffnet eine Rückstellfeder das Ventil.
Befindet sich der Thermostatkopf nicht auf dem Ventil, ist das Heizungsventil vollständig geöffnet. Ventilunterteile werden gewöhnlich mit einer Schutzkappe ausgeliefert, die anstelle des Thermostatkopfes aufgeschraubt ist und zur manuellen Regelung des Ventils genutzt werden kann.
Da Thermostatventile Proportionalregler sind, wird die eingestellte Raumtemperatur (z. B. Stufe III = 20 °C) meistens nicht genau getroffen. In der Praxis typische Abweichungen liegen bei einem richtig ausgelegten Heizsystem unter 1 °C. Die überwiegend eingesetzten Thermostatventile schließen bzw. öffnen bei einer Temperaturabweichung um 1 °C das Ventil vollständig.
Bei Erstinstallation einer Warmwasserheizung sowie im Falle von zu langsamer oder ungenügender Aufheizung einzelner Räume ist ein hydraulischer Abgleich vorzunehmen. Moderne Heizkörperthermostate erlauben hierzu meist die Voreinstellung des Durchflusses nach Abnahme des Ventilkopfes (fehlt diese Möglichkeit, kann eine grobe Reduzierung des Durchflusses über das Ventil in der Rücklaufverschraubung des Heizkörpers vorgenommen werden, sofern dieses vorhanden ist).
Viele Thermostatventil-Köpfe erlauben eine interne Reduzierung des möglichen Einstellbereichs durch verstellbare mechanische Anschläge. So kann die einstellbare Temperatur in einzelnen Räumen nach oben oder unten begrenzt werden.
Thermostatventile sollten ungehindert von der Raumluft umströmt werden. Sie sollten möglichst waagerecht und nicht unmittelbar über einer Heizfläche oder dem Vorlauf der Heizung installiert werden. Soll das Ventil an einer Stelle montiert werden, die nicht von der Raumluft umströmt wird, können Thermostatventile mit Fernfühler bzw. Fernversteller verwendet werden.

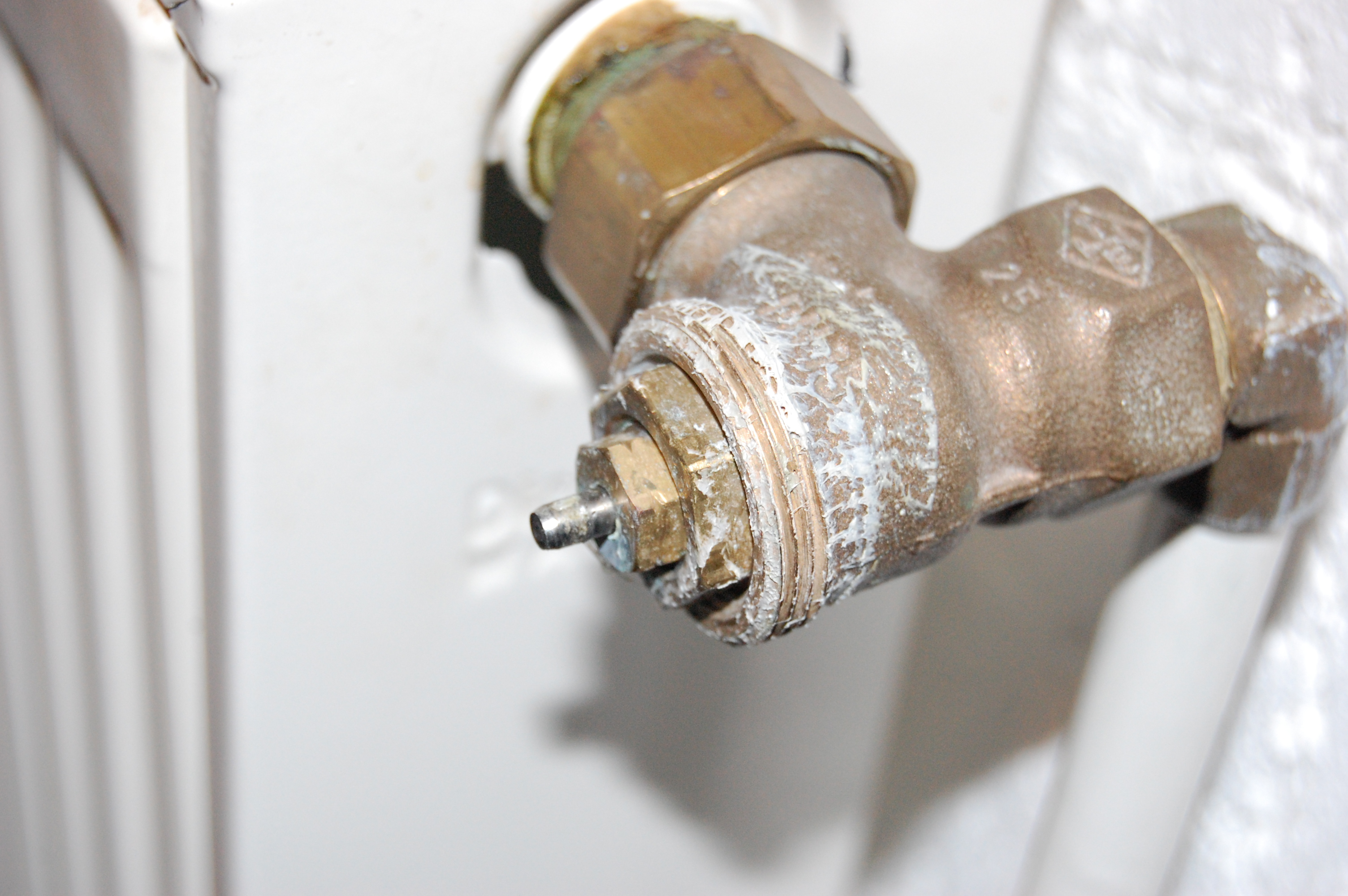
Thermostatventil-Unterteil ohne den Regleraufsatz. Die innere Feder hat den Betätigungsstift hinausgeschoben, das Ventil ist daher offen. Der dahinterliegende kleine Sechskant erlaubt den Wechsel des Dichtrings des Stifts. Mit dem darauffolgenden Sechskant wird der Ventileinsatz gewechselt. Darauf folgt ein Feingewinde M30 × 1,5 für die Überwurfmutter des Thermostatkopfs.

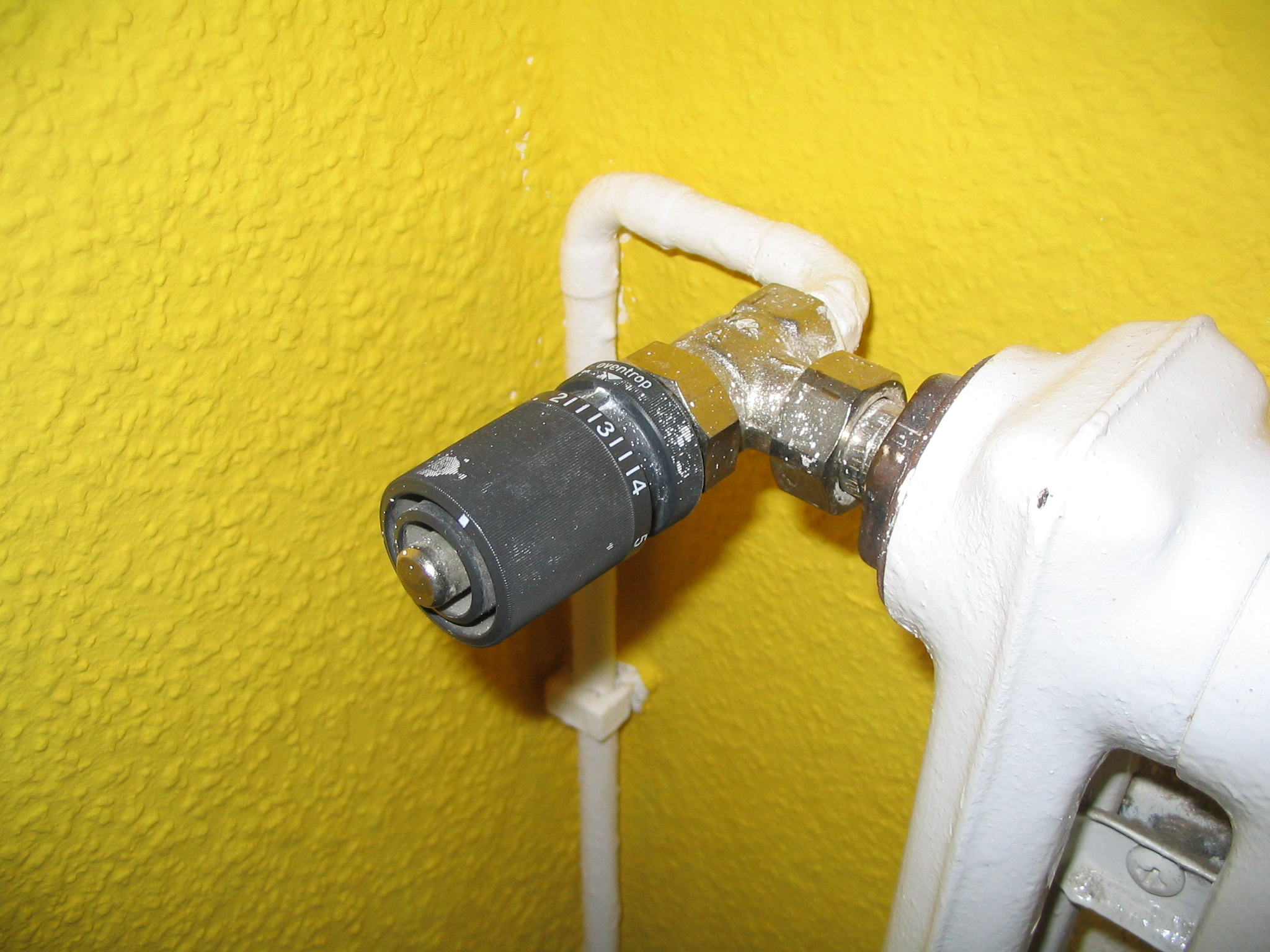
Ein Heizkörper-Thermostatventil von ca. 1975

Ältere Thermostatventile können sich festsetzen, wenn sie über den Sommer bis auf null abgestellt werden. Sie sollten auf „1“ oder einer höheren Stellung verbleiben. Öffnet ein Thermostatventil nicht mehr, kann ein festsitzender Ventilstift gelegentlich durch Klopfen am metallischen Ventilgehäuse wieder gangbar gemacht werden. Andernfalls muss der Ventilkopf abgenommen werden, um den Einsatz (traditionell als Stopfbuchse bezeichnet) mit Stift und O-Ring zu wechseln. Unter Umständen kann ein verschmutzter Stift auch durch leichtes Klopfen wieder beweglich gemacht werden. Einige Modelle sind so konstruiert, dass der Stift-Einsatz oder der komplette Ventil-Einsatz herausgeschraubt werden kann, ohne dass Wasser austritt. Mit der Zeit können die Ventilsitze verschmutzen, so dass dennoch Heizungswasser ausläuft. Teilweise kann auch der Stift selber entnommen werden, um ihn zu reinigen und zu fetten. Verschiedene Hersteller bieten Werkzeugsätze (Schleusen) an, mit denen Ventileinsätze auch bei unter Druck stehendem Heizkreis ausgetauscht werden können.

### Fernversteller
Bei einem mechanischen Thermostatventil mit Fernversteller können Thermostat und Ventil an verschiedenen Orten montiert werden. Dies ist bei Heizkörpern vorteilhaft, die nicht frei im Raum stehen, sondern in einer Nische stehen oder verkleidet sind. Dort wäre ein herkömmliches Thermostat umständlich zu bedienen und würde auch nicht die Raumtemperatur, sondern die höhere Temperatur im Gehäuse messen, wodurch sich die gewünschte Raumtemperatur möglicherweise nicht erreichen lässt.
Bei traditionellen Thermostatventilen mit Fernversteller bewirkt eine Temperaturerhöhung die Volumenvergrößerung der im Fühler enthaltenen Flüssigkeit, die über ein nur etwa einen Millimeter starkes Kapillarrohr zu dem im Heizkreis sitzenden Ventil geführt wird und dieses hydraulisch schließt.
Wie beim Thermostat am Heizkörper ist der Fühler meist im Verstellkopf enthalten.

### Elektronische Regler

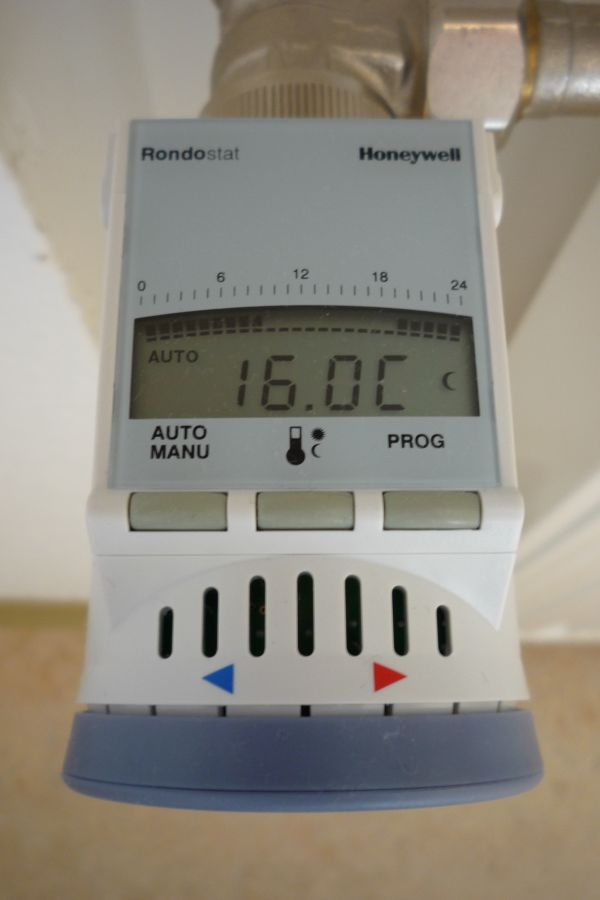
Elektronisches Thermostatventil Honeywell rondostat, Balkenanzeige von Heiz- und Sparzeiten (oben), digitale Temperaturanzeige (mittig) sowie Stellrad für Temperatur und Zeit (unten)

Mit elektronischen Thermostatventilen (auch Energiespar-Regler genannt) ist es möglich, verschiedene Sollwerte für die Raumtemperatur einzustellen, die das Ventil dann zeitgesteuert vorgibt. Damit kann der Kompromiss zwischen Energieeinsparung und Wohnkomfort besser an persönliche Vorlieben angepasst werden als mit den herkömmlichen mechanischen Thermostatventilen. Dies ist z. B. bei Mehrfamilienhäusern sinnvoll, wo die Leistung der das gesamte Haus versorgenden Heizungsanlage nicht während der Nacht abgesenkt wird – hier kann der Nutzer der einzelnen Wohnung die nächtliche Absenkung der Raumtemperatur für seine Räume einprogrammieren, so dass beispielsweise das Badezimmer morgens beim Aufstehen des Bewohners warm ist, ohne aber die ganze Nacht hindurch heizen zu müssen.
Die elektronischen Ventile werden üblicherweise über Batterien mit Energie versorgt und wie die herkömmlichen Thermostatventile direkt am Heizkörper befestigt. Die Vorgabe der Ventilstellung erfolgt entweder über eine Elektronik direkt am Ventil oder über eine zentrale Regeleinheit per Funkübertragung.
Der Vorteil von elektronischen Reglern ist, dass diese ohne bleibende Regelabweichung arbeiten und dadurch den Sollwert genauer einhalten können. Einsparpotentiale ergeben sich durch das definierte Absenken über eine programmierte Zeit. Die Herstellerangaben gehen von mindestens 13 % (bis 20 %) Ersparnis bei Wohnnutzung aus. Die Stiftung Warentest rechnet mit etwa 10 %. Die Einsparung ist in Zweckbauten entsprechend höher, da der Nutzungsgrad (Zeit der Raumbelegung) kleiner ist.

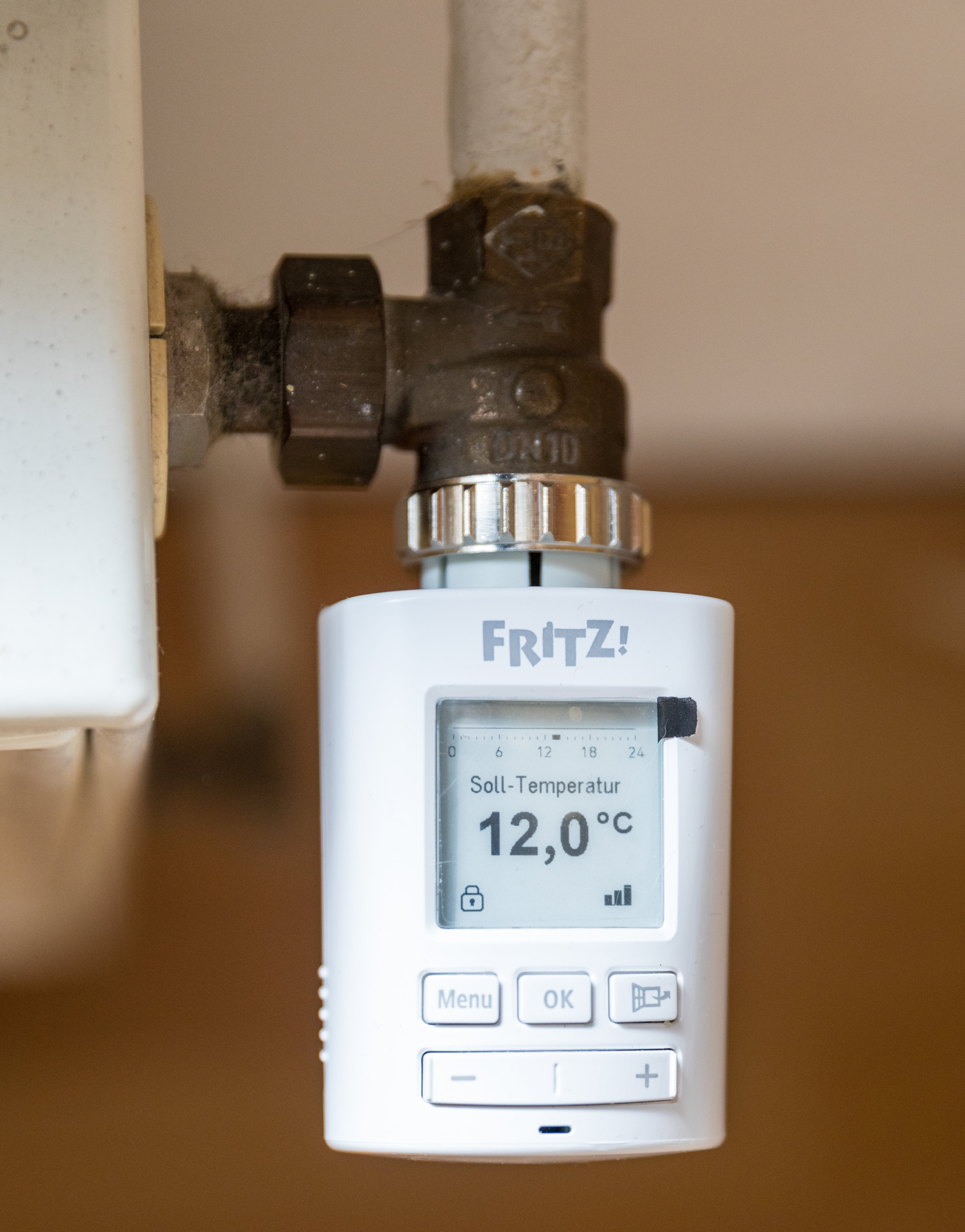
Das AVM FRITZ!DECT 301 Thermostatventil wird über eine Fritz!Box angeschlossen und gesteuert

### Elektronische Regler mit Funkkommunikation
Thermostate mit Funkkommunikation (sogenannte Funkthermostate) lassen sich aus der Ferne einstellen. Dazu kommunizieren sie zum Beispiel via Bluetooth oder über einen anderen drahtlosen Kommunikationsstandard mit Smartphones, Tablets oder Computern.
Während Nutzer bei einfachen Funkthermostaten auf diese Weise ein Zeitprogramm einprogrammieren können, sind ausgereifte Systeme mit weiteren Funktionalitäten ausgestattet. Möglich ist das durch die Kommunikation mit einer serverseitigen Regelung, auf die Nutzer auch mit mobilen Geräten wie Smartphones zugreifen können.
Die Regelung nimmt die Nutzerwünsche auf und sorgt für deren Umsetzung, indem sie Befehle an den Thermostat sendet. Ein integrierter Stellmotor setzt diese dort um, wie im Abschnitt zu autarken Thermostaten beschrieben.
Darüber hinaus sind zahlreiche weitere Sonderfunktionen möglich, wie die folgende Übersicht zeigt:
- Einbindung von Fensterkontakten zum Schließen der Ventile bei offenem Fenster
- Zentrale Abwesenheitsschaltung, z. B. durch einen Schalter in der Nähe der Wohnungstür
- Verwendung eines weiteren Sollwertes bei kürzeren Abwesenheiten (Stand By), zusätzlich zu Komfort, Absenkbetrieb und Schutzbetrieb
- Anpassung der Regelparameter an das Gebäude / den Raum
- Automatische Optimierung der Regelparameter
- Automatische Berechnung des Startzeitpunktes für das Aufheizen auf Grundlage der aktuellen Raumtemperatur / Außentemperatur
- Automatische Berechnung des Startzeitpunktes für die Absenkphase auf Grundlage der aktuellen Raumtemperatur / Außentemperatur
- Zentrale Bedienung der Anlage an der Wohnungszentrale, z. B. zur Eingabe von Abwesenheitszeiten
- Berechnung des Vorlauftemperatursollwertes auf der Grundlage des Wärmebedarfs in den angeschlossenen Räumen
- Koordination mehrerer Heizkörper in einem Raum
- Koordination Fußbodenheizung mit Heizkörpern
- Verkalkungsschutz für die Ventile durch wöchentliches kurzes Öffnen
- Anbringung der Regelfühler am optimalen Messort, unabhängig vom Heizkörper, z. B. wenn dieser sich hinter einer Gardine befindet
- Fernbedienung der Anlage über Telefon / Internet
- Alarmgabe bei zu tiefen / zu hohen Temperaturen lokal an der Zentrale und/oder über Telefon / Internet
- Einbindung weiterer Alarmgeber wie Rauchmelder, Rohrbruchsensoren

Intelligente Funkthermostate greifen darüber hinaus auf Regelstrategien zurück, die aufgrund verschiedener Algorithmen nahezu ohne Nutzerhand sparsam für optimale Komfortbedingungen sorgen. Möglich ist das, indem die digitalen Regelprogramme verschiedenste Parameter aufgreifen, miteinander verknüpfen und Erfahrungen sammeln. Sie lernen beispielsweise, wie sich ein Gebäude thermisch verhält (Aufheizphasen, Absenkphasen etc.) und ermitteln so automatisch, wann die Heizflächen wie viel Wärme abgeben müssen, um zur erwarteten Nutzungszeit die gewünschte Temperatur bereitstellen zu können.
Darüber hinaus lassen sich auch Wetterdaten verarbeiten, um die Wärmeabgabe entsprechend der Prognose anzupassen. Sind hohe Außentemperaturen und Sonnenschein zu erwarten, reduziert die Regelung die Wärmeabgabe über das Thermostatventil rechtzeitig und die Heizung verbraucht weniger Energie.
Eine bedeutende Bedienungserleichterung ergibt sich zudem durch die Sprachsteuerung via Smartphone oder Smart Speaker. Nutzer kommunizieren dabei mit digitalen Assistenten auf mobilen Endgeräten wie Alexa von Amazon, Siri von Apple, Cortana von Microsoft oder dem Google Assistant. Die Softwarelösungen wandeln Sprache in technische Befehle um, die sie dann an die Regelung der Thermostate übermitteln. Möglich ist das in der Regel mit sogenannten Actions oder Skills, den Schnittstellen zwischen Sprachassistenten und digitaler Steuerung der Thermostatventile.
Die digitalen Technologien ermöglichen zahlreiche weitere Funktionen, welche die Energieeffizienz und die Einsparungen steigern. Die folgende Übersicht zeigt Beispiele:
- Lernen der thermischen Trägheit der Wohnung
- Lernen des Besonnungseinflusses in Abgleich mit dem Wetterbericht und damit an Wettervorhersage vorausschauend angepasste Beheizung
- Lernen des Nutzerverhaltens (Aufstehen, Verlassen der Wohnung, Heimkommen)
- Vorausschauende Beheizung bei Detektieren der Annäherung via GPS im Smartphone vor dem Heimkommen

### Behördenmodell

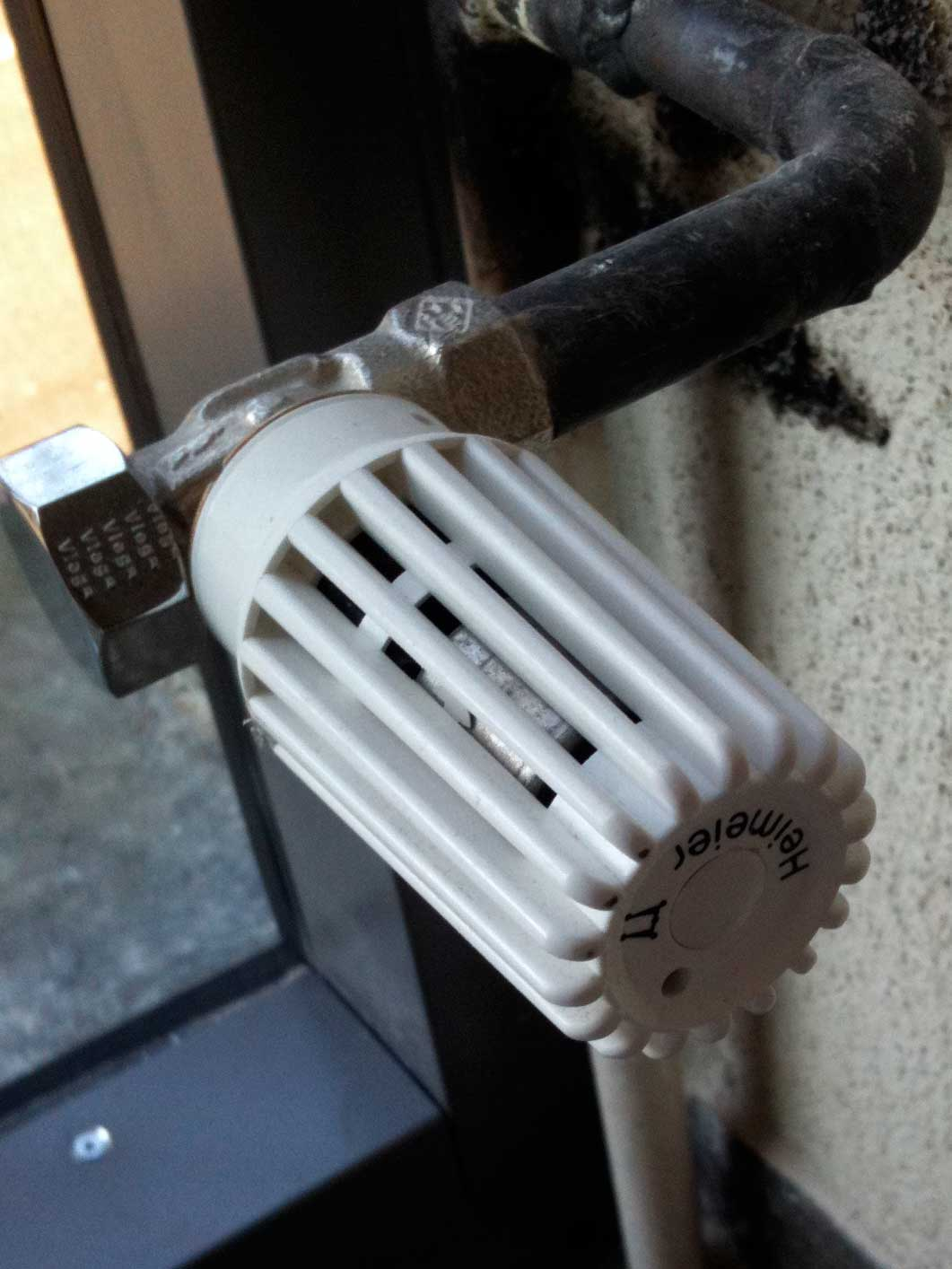
Ein Thermostatventil in besonders robuster sogenannter „Behördenausführung“

Als Behördenmodell werden besonders robuste Ausführungen von Thermostatfühlern (Thermostatköpfen) bezeichnet, die sich ohne Werkzeug nur eingeschränkt bedienen lassen.
Insbesondere kann der Einstellbereich begrenzt (z. B. auf 17–21 °C) oder blockiert (z. B. auf 20 °C) werden. Nur mit Werkzeug oder Kenntnis der Bedienungsweise können weitere Einstellungen vorgenommen werden.
Behördenmodelle werden in öffentlich zugänglichen Bereichen verwendet, um Beschädigung und Bedienung durch nicht autorisierte Personen zu limitieren. Eine Begrenzung des Einstellbereichs nach unten verhindert allerdings auch das Abstellen der Heizung zur Energieeinsparung, etwa wenn die Räume nicht genutzt oder während sie gelüftet werden oder eine Überhitzung durch zusätzliche Wärmequellen erwartbar ist.